# Sextus Julius Cæsar (prætor 208 f.Kr.)
Sextus Julius Cæsar var en romersk prætor i 208 f.Kr., under Den anden puniske krig. Han menes at være stamfader til alle de senere Julius Cæsarer, der optræder i historien, såsom den romerske diktator Julius Cæsar og kejser Augustus.

## Familie
Sextus er den første Julius Cæsar, som findes i historiske kilder. Fra hans søn Sextus' slægtskab ved vi, at hans fars navn var Lucius, men det vides ikke, om hans far bar efternavnet Cæsar. I hvert fald har nogle forskere foreslået, at denne Lucius var søn af Lucius Julius Libo, konsul i 267 f.Kr.
Sextus ser ud til at have haft mindst to børn: Lucius, der var praetor i 183 f.Kr., og Sextus, der tjente som militærtribun i 181 f.Kr., og blev valgt til konsulat i 157 f.Kr. I sin rekonstruktion af Julius Cæsarernes slægt antog den den tyske historiker Wilhelm Drumann, at konsulen var søn af militærtribunen, snarere end den samme mand, og indsatte derfor en ellers ukendt Lucius mellem praetoren Sextus og hans to sønner. Men da tribunen og konsulen er samme person, må konsulens farfar Lucius have været far til Sextus, praetor i 208 f.Kr.
Det er sandsynligt, at praetoren havde en tredje søn, Gaius, som var senator, og som siges at have skrevet en romersk historie på græsk omkring 143 f.Kr. Denne Gaius var sandsynligvis oldefar til Gaius Julius Cæsar, diktatoren, hvis far og bedstefar også hed Gaius.

## Karriere
Sextus blev valgt til praetor i 208 f.Kr., og fik tildelt provinsen Sicilien og fik kommandoen over legiones Cannenses, legioner dannet ud fra de overlevende fra Slaget ved Cannae. En stor ulykke havde ramte de romerske styrker, da konsulerne Marcus Claudius Marcellus og Titus Quinctius Crispinus, som havde opdaget Hannibals position, men faldt i en fælde, og Marcellus blev dræbt.
Alvorligt såret var Crispinus ude af stand til at vende tilbage til Rom for at afholde valget for det følgende år, og følgelig sendte senatet Sextus Julius Cæsar og to andre udsendinge for at mødes med ham og opfordrede konsulen til at udnævne en diktator til at afholde valget. Crispinus nominerede Titus Manlius Torquatus, som forestod valget af nye magistrater, mens Crispinus selv døde af sine sår inden årets udgang.